# 권리남용 금지의 원칙
권리남용 금지의 원칙(Abus de droit(권리남용), Grundsatz des Verbots des Rechtsmissbrauchs)은 법학 전반의 주요한 원칙 중의 하나이다. 민법상의 원칙으로서는 권리행사의 목적이 오직 상대방에게 고통을 주고 손해를 입히려는 데 있을 뿐 행사하는 사람에게 아무런 이익이 없는 경우를 금하는 것을 말한다. 권리남용금지의 원칙은 권리남용으로 권리가 소멸하는 것이 아니라, 권리의 특정한 행사가 허용되지 않도록 하는 것이다.  
다만, 권리남용 금지의 원칙은 어디까지나 예외적인 경우에 적용되는 법리일 뿐 근대 민법의 대원칙은 사적자치의 원칙이다. 사적자치의 원칙이 제한되는 경우는 주로 두 가지인데, 첫째는 이에 반하는 강행법규가 있는 경우고, 둘째는 법원이 권리남용금지의 원칙을 들어 권리행사를 제한하는 경우다. 전자의 경우 헌법과 법률상의 근거가 있어야 하며, 후자의 경우 사적자치를 인정하는 것이 정의관념에 비추어 도저히 용인할 수 없을 정도로 특별히 예외적인 경우에 해당하여야 한다. 법원이 함부로 권리남용 금지의 원칙을 인용하는 것은 '일반조항으로의 도피'라고 하여 금지된다.  
오마이뉴스의 기사를 인용하여 "근대법의 대원칙은 공공복리 또는 권리남용금지의 원칙인데, 대한민국에서만은 사적자치의 원칙이 대원칙으로 취급되기도 한다"라고 서술한 잘못된 정보가 오랫동안 위키백과에 반영되어 있었다. 그러나 이는 진실과는 정반대의 것으로, 공공복리나 권리남용금지가 사적자치보다 우선하는 것은 중세 사회의 법리이고, 공공복리와 권리남용금지 등의 명분으로 군주가 개인의 권리를 침해하는 것에 저항하여 탄생한 것이 근대적인 민법이다.   
세계적으로 보아 권리남용금지원칙은 영미법계에서는 아예 인정조차 되지 않으며, 대륙법계에서도 예외적인 경우에만 소극적으로 적용되는 법리로 결코 사적자치의 원칙에 우선하여 민법의 대원칙이 될 수 없다. 따라서 전세계가 권리남용금지의 원칙을 대원칙으로 삼는데 대한민국의 일부 세력만 사적자치를 대원칙으로 삼는다는 것은 악의적이고도 심각하게 날조된 허위 정보다. 참고로 공공복리 또한 헌법 제37조 제2항의 요건으로서, 일반적 행동자유권에서 파생하는 사적자치의 원칙을 엄격한 요건 하에 예외적으로 제한할 수 있는 사유에 지나지 않는다.   
영미법계는 권리남용금지의 원칙을 인정하지 않는다. 즉, 권리가 있으면 당연히 그 권리를 행사할 수 있고, 설령 상대방을 괴롭히기 위해 그 권리를 행사하는 것일지라도 그것이 그 사람의 권리인 이상 행사를 허용해야 한다는 것이 영미법계의 관점이다. 영국은 상업적 전통이 강한 국가이고, 마그나 카르타를 시초로 개인의 재산권에 대한 침해를 견제해온 역사가 길기 때문에 위와 같은 관점을 강하게 견지한다. 이러한 사정 때문에, WTO 등 국제기구가 규범을 확립할 때에는 권리남용금지 원칙에 대한 영미법계와 대륙법계의 관점 차이를 조화시키는 것이 중요한 문제로 작용한다. 
다른 사람에 해를 줄 목적으로 권리를 행사하는 시카네(Schikane)가 권리남용의 선구를 구성한다. 영미법의 더러운 손 원칙과 비슷하다.

## 비교법
| 국명     | 법명          | 해당 조문                                                                        |
| -------- | ------------- | -------------------------------------------------------------------------------- |
| 독일     | 독일 민법     | 제226조 권리의 행사는 타인에게 손해를 가할 목적으로 하는 행위는 허용되지 않는다. |
| 스위스   | 스위스 민법   | 제2조 2항 권리의 명백한 남용은 법률의 보호를 받지 못한다.                        |
| 일본     | 일본 민법     | (기본원칙) 제1조 3 권리의 남용은 이를 허용하지 아니한다.                         |
| 대한민국 | 대한민국 민법 | 제2조(신의성실) ② 권리는 남용하지 못한다.                                        |

## 요건
1. 권리자의 적법한 권리 및 그 행사에 해당하는 행위가 있어야 하고
2. 그 권리의 행사가 권리의 사회성을 일탈하는 정도로 행해져서 법이 당해 권리를 인정하는 근본적인 취지를 벗어나는 것이어야 하며
3. 가해의사, 즉 권리행사의 목적이 오로지 상대방에게 고통을 주고 손해를 입히기 위한 것이어야 한다

## 판례
- 권리행사가 권리남용(Rechtsmissbrauch)에 해당한다고 할 수 있으려면 주관적으로 그 권리행사의 목적이 오직 상대방에게 고통을 주고 손해를 입히려는 데 있을 뿐 행사하는 사람에게 아무런 이익이 없을 경우여야 하고, 객관적으로는 그 권리행사가 사회질서에 위반된다고 볼 수 있어야 하는 것이며 이와 같은 경우에 해당하지 않는 한 비록 그 권리행사에 의하여 권리행사자가 얻는 이익보다 상대방이 잃을 손해가 현저히 크다 하여도 그러한 사정만으로는 권리남용이라 할 수 없다. 국가에게 국민을 보호할 의무가 있다는 사유만으로 국가가 소멸시효의 완성을 주장하는 것 자체가 신의성실의 원칙에 반하여 권리남용에 해당한다고 할 수는 없으므로, 국가의 소멸시효 완성 주장이 신의칙에 반하고 권리남용에 해당한다고 하려면 일반 채무자의 소멸시효 완성 주장에서와 같은 특별한 사정이 인정되어야 할 것이고, 또한 그와 같은 일반적 원칙을 적용하여 법이 두고 있는 구체적인 제도의 운용을 배제하는 것은 법해석에 있어 또 하나의 대원칙인 법적 안정성을 해할 위험이 있으므로 그 적용에는 신중을 기하여야 한다.[3]
- 확정판결에 의한 권리라 하더라도 신의에 좇아 성실히 행사되어야 하고 판결에 기한 집행이 권리남용이 되는 경우에는 허용되지 않으므로 집행채무자는 청구이의의 소에 의하여 집행의 배제를 구할 수 있다. 그러나 채권양도가 소송신탁에 해당하여 무효라고 볼 여지가 있다는 사정만으로 갑의 판결금 채권에 기초한 강제집행이나 권리행사가 당연히 권리남용에 해당한다고 보기는 어렵다[4]
- 한국전력공사가 정당한 권원에 의하여 토지를 수용하고 그 지상에 변전소를 건설하였으나 토지 소유자에게 그 수용에 따른 손실보상금을 공탁함에 있어서 착오로 부적법한 공탁이 되어 수용재결이 실효됨으로써 결과적으로 그 토지에 대한 점유권원을 상실하게 된 경우, 그 변전소가 철거되면 61,750가구에 대하여 전력공급이 불가능하고, 그 변전소 인근은 이미 개발이 완료되어 더 이상 변전소 부지를 확보하기가 어려울 뿐만 아니라 설령 그 부지를 확보한다고 하더라도 변전소를 신축하는 데는 상당한 기간이 소요되며, 그 토지의 시가는 약 6억 원인데 비하여 위 변전소를 철거하고 같은 규모의 변전소를 신축하는 데에는 약 164억 원이 소요될 것으로 추산되며, 그 토지 소유자는 그 토지가 자연녹지지역에 속하고 개발제한구역 내에 위치하고 있어서 토지를 인도받더라도 도시계획법상 이를 더 이상 개발·이용하기가 어려운데도 그 토지 또는 그 토지를 포함한 그들 소유의 임야 전부를 시가의 120%에 상당하는 금액으로 매수하겠다는 한국전력공사의 제의를 거절하고 그 변전소의 철거와 토지의 인도만을 요구하고 있는 점에 비추어, 토지소유자가 그 변전소의 철거와 토지의 인도를 청구하는 것은 토지 소유자에게는 별다른 이익이 없는 반면 한국전력공사에게는 그 피해가 극심하여 이러한 권리행사는 주관적으로는 그 목적이 오직 상대방에게 고통을 주고 손해를 입히려는 데 있고, 객관적으로는 사회질서에 위반된 것이어서 권리남용에 해당한다고 본 사례.[5]

## 같이 보기
- 신의성실의 원칙
- 직권남용죄 - 공무원이 직무와 관련, 권리남용을 한 경우에는 범죄가 된다.